# Rossend Nobas

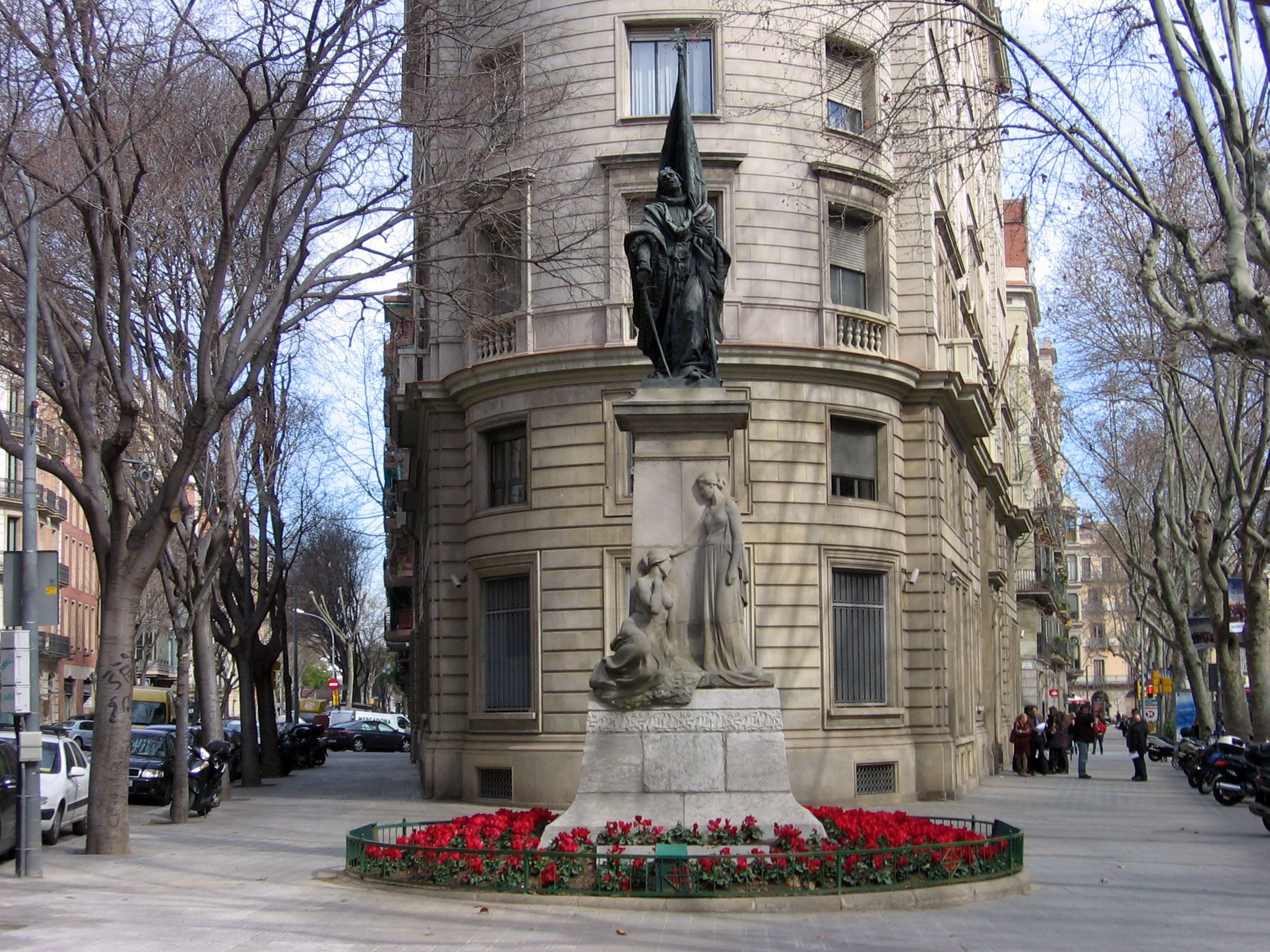
A Rafael Casanova.

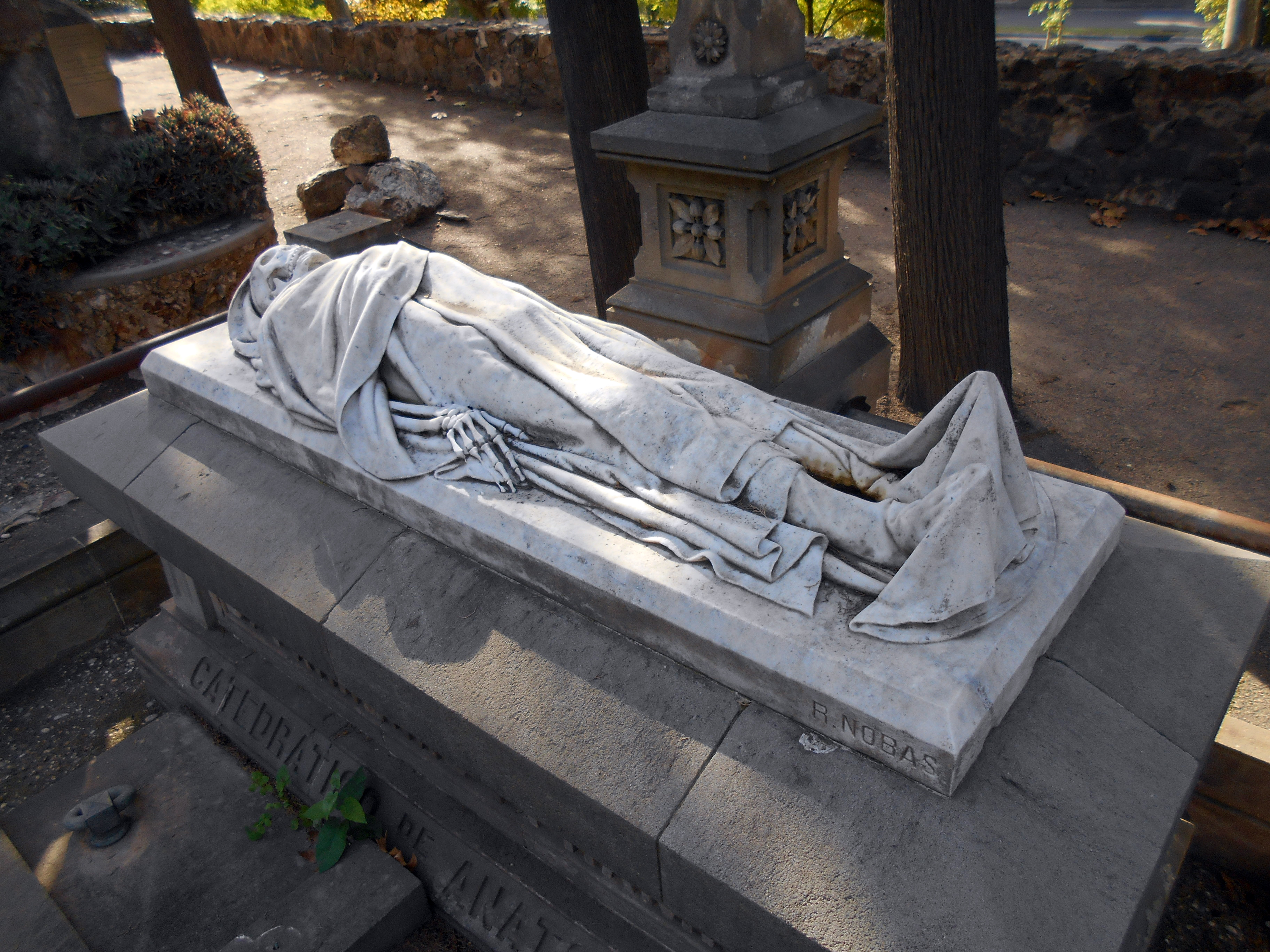
Panteón Farreras Framis, cementerio de Montjuic.

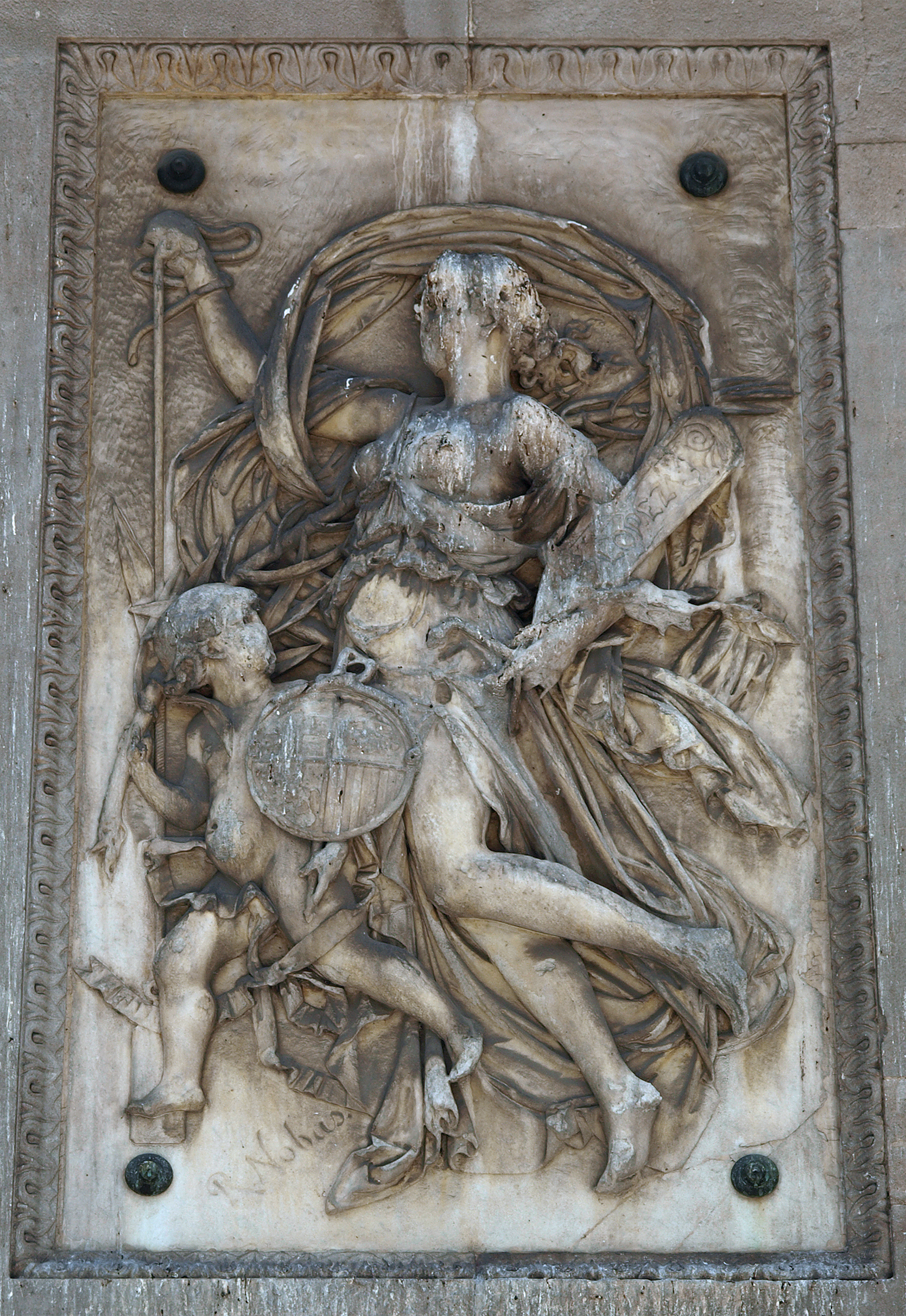
Relieve dedicado a la Compañía Transatlántica Española, en el monumento a López y López.

Rosendo Nobas y Ballbé (Barcelona, 1841-1891) fue un escultor español. 

## Biografía
Estudió en la Escuela de la Lonja de Barcelona, discípulo de los hermanos Agapito y Venancio Vallmitjana.
Realizó algunas pinturas, pero a lo que más se dedicó fue a la escultura, hizo numerosas imágenes religiosas, retratos, escultura funeraria etc. Practicó una escultura realista, naturalista y virtuosa.
En su taller tuvo como discípulos a Josep Gamot y a Manuel Fuxá entre otros.
En 1866 expuso en París con gran éxito. En la Exposición Universal de Viena (1873) recibió un premio.

## Obras destacadas
- 1870, Cristo crucificado
- 1871, Torero moribundo. Museo Nacional de Arte de Cataluña
- 1872, Busto de Cervantes
- 1878, Mujer catalana
- 1879, Busto de Mariano Fortuny
- 1881, Leones para el vestíbulo de la Diputación de Barcelona
- 1882, Busto de Aristóteles. Universidad de Barcelona
- 1882, Santo Tomás
- 1883, La Dolorosa. Pamplona
- 1884, busto de Elisa Masriera. Museo Nacional de Arte de Cataluña
- 1884, relieve dedicado a la Compañía Trasatlántica Española adosado en el pedestal del monumento A López y López.
- 1885, grupo La Aurora, cuadriga con que se remata el monumento de la Cascada del Parque de la Ciudadela de Barcelona.
- 1888, A Rafael Casanova
- 1888, A Joan Güell i Ferrer
- 1888, Panteón Farreras Framis, cementerio de Montjuic